# Sylvio José Venturolli
Sylvio José Venturolli  (Corumbataí, 4 de fevereiro de 1930 — 29 de março de 2009) foi um político e professor brasileiro.
Recém chegado para ser professor de matemática no Instituto de Educação Manoel Bento da Cruz, no início dos anos 50, passou pela CCE  - Comissão Central de Esportes, onde incentivou a prática de praticamente todas modalidades esportivas.<
Elegeu -se vice-prefeito de Araçatuba na chapa com Waldemar Alves, em eleições onde as votações eram independentes. Prefeito do município de Araçatuba por dois mandatos entre setembro e outubro de 1963 e de 1963 a 1968.
Foram administrações com foco na educação e saúde, marcadas por inúmeras obras, onde podemos destacar a nova Rodoviária, Ginásio de Esportes Dr Plácido Rocha, Av. Brasília, DAEA - Departamento Água e Esgoto de Araçatuba, que teve como primeiro presidente o Engenheiro Sanitarista Orlando Salibe, então Professor da UNESP,além da implementação do Jardim da Amizade, para construção de moradias para os funcionários da Prefeitura de Araçatuba. 
Ainda elegeu-se deputado federal de 1971 a 1974 e de 1975 a 1978 e pela ARENA. Em 1982 foi candidato a prefeito pela ARENA, e mesmo tendo a maior votação individual, acabou perdendo as eleições para Sidney Cinti pela somatória dos votos de legenda do MDB.
Em 1988, é o fiel da balança e principal condutor da campanha vitoriosa de sua esposa, Germinia Dolce Venturoli à Prefeitura de Araçatuba com Nelson Pires como vice-prefeito e que teve como meta principal a retirada dos trilhos do centro da cidade, terminando um ciclo de divisão entre os dois lados da cidade.<
Em 1992, ajuda o retorno de sua esposa à Prefeitura de Araçatuba, que teve como vice-prefeito Nilo Ikeda.
Era esposo da ex-prefeita de Araçatuba Germínia Dolce Venturolli desde 1951. Venturolli foi um árduo defensor da retirada dos trilhos do centro da cidade de Araçatuba desde a Década de 1960 e concluiu durante a gestão de sua esposa como super-secretário.<
Foi Presidente da AEA - Associação Esportiva Araçatuba, levando a agremiação  a primeira divisão do Campeonato Paulista, período de maior destaque time .
Quando prefeito municipal de Araçatuba no período de 1964 a 1968 fundou o museu Marechal Rondon através do decreto nº 44.029- 1964.